# 多变高腰蜗牛
多变高腰蜗牛（学名：Coniglobus albidus），是柄眼目坚齿螺科栗蜗牛属的一种。主要分布于台湾，常栖息在树栖型，常出现在菇婆芋上。